# Forum Braga
O Forum Braga (até 2018 conhecido como Parque de Exposições de Braga e até 2024 como Altice Forum Braga) é um centro de convenções, localizado na cidade de Braga, Portugal.
É uma estrutura vocacionada para a realização de feiras, exposições, congressos e outros eventos de carácter sociocultural, científico, recreativo e desportivo.

## História
Foi criado em 1981.
A partir de 2014 passou a ser gerido pela empresa municipal InvestBraga gerida por Carlos Oliveira, ex-secretário de Estado da Inovação, e Miguel Cadilhe, ex-ministro das Finanças, que tem por objectivo ajudar as empresas a instalarem-se na região de forma a manter e aumentar o emprego e a criação de um pólo para startup.
Em 2017/18 foi alvo de uma reestruturação total, reabrindo como "Forum Braga" com um investimento de oito milhões de euros para transformar o antigo Parque de Exposições de Braga num espaço polivalente e moderno preparado para receber grandes eventos nacionais e internacionais, como feiras, congressos, exposições, concertos ou espectáculos desportivos e culturais.
O novo Forum Braga foi inaugurado a 11 de setembro de 2018 com um centro de congressos com o maior auditório da região Norte (1 454 lugares) e conta com um pavilhão com capacidade para acolher mais de 12 mil pessoas de pé, sendo a segunda maior sala de espectáculos em Portugal.
De setembro de 2018 até abril de 2024, após um acordo comercial o Forum designou-se Altice Forum Braga.
Além de uma galeria de arte contemporânea inclui ainda uma praça numa zona exterior com capacidade para receber concertos para mais de 20 mil espectadores. Esta infra-estrutura requalificada tem também uma área para exposições com mais de 300 stands, que foi inaugurada entre 10 e 13 de Maio durante a feira Agro 2018.
Em 2021, mais de 270 mil pessoas vacinadas contra a Covid 19 no Altice Forum Braga.

## Forum Braga
O antigo Parque de Exposições de Braga era constituído pelos espaços: 

### Pavilhão
O antigo Palácio de Exposições conhecido como Grande Nave era um pavilhão multiusos, onde se realizavam provas desportivas e eventos de carácter exposicional. Tinha uma área bruta de 5.000 m² no piso térreo (100 x 50 mts) e 1.500 m² no piso 1. Quando completamente configurado com bancadas, para a realização de eventos desportivos, tinha uma capacidade de 3000 lugares. 
Com a reestruturação de 2017/18 o pavilhão passou a poder albergar grande concertos com uma capacidade total de 12 000 lugares, 10 500 no piso 0, e 1 500 no piso 1. A capacidade bruta passou para 7.800 m², 5.000 m² no piso térreo (100 x 50 mts) e 2.800 m² no piso 1. O pavilhão está ainda dotado de uma bancada retrátil com capacidade para 1 680 lugares sentados, possui 4 bares e 1 cafetaria de apoio, 3 camarins, e 3 salas de apoio a catering, 4 salas de reuniões/imprensa; 1 sala polivalente (situada no piso 2) e 4 balneários localizados no Piso 0.

### CARACTERÍSTICAS TÉCNICAS
O piso térreo do Pavilhão Forum Braga tem 107,5m de comprimento por 46,3m de largura, num total de aproximadamente 5.000 m² de área. 
Comprimento: 107,5m
Largura: 46,3m
Altura: variável transversalmente entre os 11,5m e os 14,5m.
- Capacidade instalada para suspensão de cargas: 120 toneladas, distribuídas por 3 estruturas com capacidade de 40 toneladas cada.
- Redes de Caixas de pavimento com energia elétrica, distribuídas pelo Piso 0 e Piso 1
- Rede de caixas de pavimento com pontos de alimentação de água e esgoto, distribuídas nos dois pisos
- Acesso de carga ao Palco por dois portões, com 5,25m largura por 4,10m altura
- Sistema de difusão sonora para avisos.

### Grande Auditório
O PEB dispunha de um auditório com 1 204 lugares sentados. Com a reestruturação de 2017/18 além da construção de um pequeno auditório, o grande auditório passou a disponibilizar 1 496 lugares, sendo o maior auditório em Portugal, excluindo os Coliseus. A lotação do balcão e plateia é de 1.454 lugares sentados, a que se somam 24 lugares em camarotes e 18 lugares para pessoas com mobilidade reduzida.

### Pequeno Auditório
Com a reestruturação 2017/18 foi construído um pequeno auditório com capacidade para 258 lugares, 254 lugares sentados e 4 para pessoas com mobilidade reduzida.

### Área exterior
A área exterior estava dotada com 104 pavilhões permanentes de 36 m² cada, onde também se realizava a feira semanal (às terças-feiras) em Braga. Com a remodelação de 2017, passou a poder albergar concertos ao ar livre com capacidade para mais de 20 000 pessoas, 316 stands de 25 m² cada (5x5), estacionamento para 620 automóveis, e tem uma área total de 26.000 m².

### Centro de Congressos e Galeria de Arte
O novo centro de congressos está dotado de 6 salas de congressos, 6 salas de reuniões, 1 galeria de arte, 1 restaurante, 2 bares e 1 cafetaria. As 6 salas de congressos possuem uma área total de 550 m², com capacidade total para 480 lugares sentados. As 6 salas de reuniões possuem uma área total de 420 m², com capacidade total para 335 lugares sentados. A galeria de arte tem uma área total de 300 m².